# Estação Spagna
Spagna é uma estação da Linha A do Metro de Roma.
Spagna é uma estação de metro na Linha A do Metro de Roma, que foi inaugurada em 1980. Está situada no bairro de Campo Marzio e tem esse nome por estar próxima à Piazza di Spagna.
A estação tem uma entrada perto da Trinità dei Monti no topo da Escadaria de Espanha. Esta entrada tem letreiro desatualizado indicando que a linha A só viaja entre Anagnina e Ottaviano, um sinal que data de antes de 2000. Outra entrada está localizado a uma curta volta rua da Piazza di Spagna.